# Erythrodiplax berenice
Erythrodiplax berenice — вид різнокрилих бабок родини Libellulidae. Зустрічається в основному в солончаках східної частини Сполучених Штатів. Вона унікальна серед бабок західної півкулі тим, що може розмножуватися в морській воді.